# Maria-Joëlle Conjungo
Maria-Joëlle Conjungo (Bangui, 14 luglio 1975) è un'ex ostacolista centrafricana.
Ha rappresentato la Repubblica Centrafricana in due edizioni dei Giochi olimpici. È sorella dell'atleta Mickaël Conjungo.

## Record nazionali
- 100 metri ostacoli: 13"51 ( Parigi, 25 agosto 2003)

## Palmarès
| Anno | Manifestazione           | Sede             | Evento   | Risultato  | Prestazione | Note             |
| ---- | ------------------------ | ---------------- | -------- | ---------- | ----------- | ---------------- |
| 1998 | Africani                 | Dakar            | 100 m hs | 5ª         | 14"26       |                  |
| 1999 | Mondiali indoor          | Maebashi         | 60 m hs  | 19ª (b)    | 8"65        |                  |
| 1999 | Universiadi              | Palma di Maiorca | 100 m hs | 20ª (b)    | 14"31       |                  |
| 1999 | Mondiali                 | Siviglia         | 100 m hs | 38ª (b)    | 13"89       |                  |
| 1999 | Giochi panafricani       | Johannesburg     | 100 m hs | 8ª         | 14"42       |                  |
| 2000 | Africani                 | Algeri           | 100 m hs | Bronzo     | 13"77       |                  |
| 2000 | Giochi olimpici          | Sydney           | 100 m hs | 35ª (b)    | 13"95       |                  |
| 2001 | Mondiali indoor          | Lisbona          | 60 m hs  | 24ª (b)    | 8"47        |                  |
| 2001 | Giochi della Francofonia | Ottawa           | 100 m hs | semifinale | 13"90       |                  |
| 2001 | Mondiali indoor          | Edmonton         | 100 m hs | NP         | NP          |                  |
| 2003 | Mondiali                 | Parigi           | 100 m hs | 33ª (b)    | 13"51       | Record nazionale |
| 2003 | Giochi panafricani       | Abuja            | 100 m hs | 4ª         | 13"71       |                  |
| 2003 | Giochi afro-asiatici     | Hyderabad        | 100 m hs | 6ª         | 13"94       |                  |
| 2004 | Giochi olimpici          | Atene            | 100 m hs | 36ª (b)    | 14"24       |                  |